# Dorothy Kazel
Dorothy Lu Kazel, en religion Sœur Laurentine, née le 30 juin 1939 à Cleveland dans l'Ohio et morte au Salvador le 2 décembre 1980, est une religieuse ursuline américaine qui fut assassinée avec d'autres missionnaires pendant la guerre civile du Salvador.

## Biographie
Dorothy Kazel est née Dorthea Lu Kazel de parents d'origine lituanienne, Joseph et Malvina Kazel, à Cleveland. Elle entre chez les Ursulines en 1960 et prend le nom de religion de sœur Laurentine, en l'honneur d'une martyre de la Révolution française Jeanne-Reine Prin, en religion Mère Laurentine.
Lorsque les Ursulines se réforment dans les années 1970-1975, elle se fait connaître plutôt sous le nom de Sœur Dorothy. En Amérique centrale, on se souvient d'elle sous le nom de Madre Dorthea.
Après ses études au sein de l'ordre, elle devient en 1965 enseignante à Cleveland, puis elle est envoyée en 1972 en mission auprès des tribus Papago dans l'Arizona. Elle obtient un master's degree en counseling en 1974 et décide de se joindre aux services des missions du diocèse de Cleveland qui l'envoient au Salvador.
Sœur Dorothy travaille à la paroisse de l'Immaculée-Conception de La Libertad, au service du catéchisme, où elle forme des catéchistes, ainsi qu'à la préparation aux sacrements, et aux programmes d'aide du Catholic Relief Services (Secours catholique américain). Elle porte aussi assistance aux réfugiés de la guerre civile qui atteint son apogée entre 1980 et 1992, distribuant secours médicaux ou nourriture et cherchant des abris.

### Le meurtre et ses conséquences
Dans l'après-midi du 2 décembre 1980, sœur Dorothy prend en voiture avec elle Jean Donovan, missionnaire laïque qui était avec elle pour travailler à La Liberdad, afin de se rendre à l'aéroport de San Salvador pour aller chercher deux religieuses de Maryknoll, les sœurs Maura Clarke et Ita Ford, revenant d'une conférence de missionnaires à Managua. Elles ignorent qu'elles sont sous la surveillance d'un membre de la Garde nationale (La Guardia Nacionál) qui téléphone pour recevoir des ordres.
De retour de l'aéroport les quatre femmes sont arrêtées sur la route par cinq hommes de la Garde Nationale habillés en civil qui les mènent de force dans un lieu isolé, les violent et les assassinent à coups de mitraillette. Retrouvant leurs corps qui avaient été enterrés le lendemain, des paysans alertent leur curé, qui à son tour avertit l'évêque qui informe l'ambassade américaine. 
La nouvelle est connue rapidement aux États-Unis et sous la pression de l'opinion le président Jimmy Carter cesse d'envoyer des aides au gouvernement militariste. Mais les subsides reprennent quelque temps plus tard. Une commission d'enquête est formée aux Nations unies, qui aboutit au procès de cinq hommes de main en 1984 qui sont condamnés à trente ans d'emprisonnement. Deux sur cinq seront libérés pour bonne conduite en 1998.
Quant aux hauts responsables, les généraux Carlos Eugenio Vides Casanova (en) et José Guillermo García, qui entretemps émigrent en Floride, sont condamnés à payer des indemnités aux familles des victimes.

## Filmographie
- La vie de Jean Donovan a inspiré un film documentaire, Roses in December tourné en 1982 dans lequel des séquences avec Mgr Romero et Sœur Dorothy sont montrées. Ce film a reçu un prix au festival international de Mannheim-Heidelberg.
- La vie de Sœur Dorothy est encore évoquée dans le film télévisé Choices of the Heart en 1983 qui a été critiqué car gommant certains aspects politiques du contexte historique de l'époque. Son rôle est interprété par Pamela Bellwood.

## Source
- (en) Cet article est partiellement ou en totalité issu de l’article de Wikipédia en anglais intitulé « Dorothy Kazel » (voir la liste des auteurs).